# Lijst van voetbalinterlands Marokko - Slowakije
Deze lijst van voetbalinterlands is een overzicht van alle officiële voetbalwedstrijden tussen de nationale teams van Marokko en Slowakije. De landen speelden tot op heden twee keer tegen elkaar. De eerste ontmoeting, een vriendschappelijke wedstrijd, werd gespeeld in Sharjah (Verenigde Arabische Emiraten) op 6 februari 1994. Het laatste duel, eveneens een vriendschappelijke wedstrijd, vond plaats op 4 juni 2018 in Genève (Zwitserland).

## Wedstrijden
| № | Plaats  | Datum           | Competitie        | Wedstrijd           | Uitslag |
| - | ------- | --------------- | ----------------- | ------------------- | ------- |
| 1 | Sharjah | 6 februari 1994 | Vriendschappelijk | Marokko – Slowakije | 2 – 1   |
| 2 | Genève  | 4 juni 2018     | Vriendschappelijk | Slowakije – Marokko | 1 − 2   |

## Samenvatting
| Competitie        | Totaal gespeeld | Winst Marokko | Gelijk | Winst Slowakije | Doelsaldo Marokko – Slowakije |
| ----------------- | --------------- | ------------- | ------ | --------------- | ----------------------------- |
| Vriendschappelijk | 2               | 2             | 0      | 0               | 4 − 2                         |
| Totaal            | 2               | 2             | 0      | 0               | 4 − 2                         |

## Details

### Eerste ontmoeting
De eerste ontmoeting tussen de nationale voetbalploegen van Marokko en Slowakije vond plaats op 6 februari 1994. Het vriendschappelijke duel, bijgewoond door 8.000 toeschouwers, werd gespeeld in het Sharjah Stadion in Sharjah (Verenigde Arabische Emiraten), en stond onder leiding van scheidsrechter Long Zin Zin uit China. Het duel werd gespeeld in het kader van een vierlandentoernooi, en betekende de derde officiële interland van Slowakije sinds de vreedzame ontmanteling van Tsjecho-Slowakije.
| Vriendschappelijk (Sharjah, Verenigde Arabische Emiraten, 6 februari 1994): |              | |
| Marokko | 2 – 1        | Slowakije |
| Youssef Fertout 23' Abdelkrim El Hadrioui 87' | goals        | 27' Ľubomír Faktor |
| Abdellah Ajri | bondscoach   | Jozef Vengloš |
| Khalil Amzi Mohamed Mouidi Aziz Lagraoui Rachid Neqrouz Nacer Abdellah 46' Tahar El-Khalej 73' Rachid Azzouzi Rachid Daoudi Aziz El Ouali 60' Abdelmajid Bouyboud Youssef Fertout | opstellingen | Alexander Vencel Tomáš Stúpala Viliam Vidumský Michal Hipp 85' Jan Solár Vladimír Weiss Róbert Tomaschek Martin Obšitník Ondrej Daňko 75' Lubomír Faktor 65' Pavol Diňa |
| Abdelkrim El Hadrioui 46' Mohsen Bouhlal 60' Mohammed Fidadi 73' | wissels      | 65' Milan Malatinský 75' Jaroslav Timko 85' Vladimír Kinder |

FRMF · A-internationals · Bondscoaches · Marokkaans vrouwenelftal · Olympisch elftal · Lokaal · Marokko U23 · Marokko U21 · Marokko U20 · Marokko U19 · Marokko U18 · Marokko U17
1950 – 1959 ·
1960 – 1969 ·
1970 – 1979 ·
1980 – 1989 ·
1990 – 1999 ·
2000 – 2009 ·
2010 – 2019 ·
2020 − 2029
WK 1970 ·
WK 1986 ·
WK 1994 ·
WK 1998 ·
WK 2018 ·
WK 2022
OS 1964 ·
OS 1972 ·
OS 1984 ·
OS 1992 ·
OS 2000 ·
OS 2004 ·
OS 2012
1944 · 
1957 · 
1958 · 
1959 · 
1960 · 
1961 · 
1962 · 
1963 · 
1964 · 
1965 · 
1966 · 
1967 · 
1968 · 
1969 · 
1970 · 
1971 · 
1972 · 
1973 · 
1974 · 
1975 · 
1976 · 
1977 · 
1978 · 
1979 · 
1980 · 
1981 · 
1982 · 
1983 · 
1984 · 
1985 · 
1986 · 
1987 · 
1988 · 
1989 · 
1990 · 
1991 · 
1992 · 
1993 · 
1994 · 
1995 · 
1996 · 
1997 · 
1998 · 
1999 · 
2000 · 
2001 · 
2002 · 
2003 · 
2004 · 
2005 · 
2006 · 
2007 · 
2008 · 
2009 · 
2010 · 
2011 · 
2012 · 
2013 · 
2014 ·
2015 ·
2016 ·
2017 ·
2018 ·
2019 ·
2020 ·
2021 ·
2022 ·
2023 ·
2024
Albanië ·
Algerije ·
Angola ·
Argentinië ·
Armenië ·
Australië ·
Bahrein ·
België ·
Benin ·
Botswana ·
Brazilië ·
Bulgarije ·
Burkina Faso ·
Burundi ·
Canada ·
Centraal-Afrikaanse Republiek ·
Chili ·
China ·
Colombia ·
Comoren ·
Congo-Brazzaville ·
Congo-Kinshasa ·
Costa Rica ·
DDR ·
Denemarken ·
Duitsland ·
Egypte ·
Engeland ·
Equatoriaal-Guinea ·
Estland ·
Ethiopië ·
Finland ·
Frankrijk ·
Gabon ·
Gambia ·
Georgië ·
Ghana ·
Griekenland ·
Guinee ·
Guinee-Bissau ·
Hongkong ·
Ierland ·
India ·
Indonesië ·
Irak ·
Iran ·
Italië ·
Ivoorkust ·
Jamaica ·
Jemen ·
Joegoslavië ·
Jordanië ·
Kaapverdië ·
Kameroen ·
Kenia ·
Koeweit ·
Kroatië ·
Lesotho ·
Libanon ·
Liberia ·
Libië ·
Luxemburg ·
Malawi ·
Maleisië ·
Mali ·
Mauritanië ·
Mexico ·
Mozambique ·
Myanmar ·
Namibië ·
Nederland ·
Nieuw-Zeeland ·
Niger ·
Nigeria ·
Noord-Ierland ·
Noorwegen ·
Oeganda ·
Oekraïne ·
Oezbekistan ·
Oman ·
Palestina ·
Paraguay ·
Peru ·
Polen ·
Portugal ·
Qatar ·
Roemenië ·
Rusland ·
Rwanda ·
Saoedi-Arabië ·
Sao Tomé en Principe ·
Schotland ·
Senegal ·
Servië ·
Sierra Leone ·
Slowakije ·
Soedan ·
Somalië ·
Sovjet-Unie ·
Spanje ·
Syrië ·
Tanzania ·
Thailand ·
Togo ·
Trinidad en Tobago ·
Tsjechië ·
Tunesië ·
Uruguay ·
Verenigde Arabische Emiraten ·
Verenigde Staten ·
Zambia ·
Zimbabwe ·
Zuid-Afrika ·
Zuid-Jemen ·
Zuid-Korea ·
Zwitserland
België (2022) · 
Frankrijk (2022) ·
Iran (2018) · 
Kroatië (2022, 1) ·
Kroatië (2022, 2) ·
Portugal (2018) · 
Portugal (2022) ·
Spanje (2018) ·
Spanje (2022)
SFZ · A-internationals · Bondscoaches · Statistieken · Slowaaks vrouwenelftal · Olympisch elftal · Slowakije U21 · Slowakije U20 · Slowakije U19 · Slowakije U18 · Slowakije U17 · Slowakije U16
1939 – 1944 · 1992 – 1999 · 2000 – 2009 · 2010 – 2019 · 2020 − 2029
EK's: 2016 · 2020 · 2024
WK's: 2010
OS: 2000
1939 · 1940 · 1941 · 1942 · 1943 · 1944 · 1945–1991 · 1992 · 1993 · 1994 · 1995 · 1996 · 1997 · 1998 · 1999 · 2000 · 2001 · 2002 · 2003 · 2004 · 2005 · 2006 · 2007 · 2008 · 2009 · 2010 · 2011 · 2012 · 2013 · 2014 · 2015 · 2016 · 2017 · 2018 · 2019 · 2020 · 2021
Algerije · 
Andorra · 
Argentinië ·
Armenië · 
Australië · 
Azerbeidzjan · 
België · 
Bolivia · 
Bosnië en Herzegovina · 
Brazilië · 
Bulgarije · 
Chili · 
Colombia · 
Costa Rica · 
Cyprus · 
Denemarken · 
Duitsland · 
Egypte · 
Engeland · 
Estland · 
Faeröer · 
 Finland · 
Frankrijk · 
Georgië · 
Gibraltar · 
Griekenland · 
Guatemala · 
Hongarije · 
Ierland · 
IJsland · 
Iran · 
Israël · 
Italië · 
Japan · 
Joegoslavië · 
Jordanië · 
Kameroen · 
Kazachstan ·
Koeweit ·
Kroatië · 
Letland · 
Libanon ·
Liechtenstein · 
Litouwen ·
Luxemburg · 
Malta · 
Marokko · 
Mexico ·
Moldavië · 
Montenegro ·
Nederland · 
Nieuw-Zeeland · 
Noord-Ierland ·
Noord-Macedonië ·
Noorwegen ·
Oeganda · 
Oekraïne · 
Oezbekistan · 
Oostenrijk · 
Paraguay · 
Peru · 
Polen · 
Portugal · 
Roemenië · 
Rusland · 
San Marino · 
Saoedi-Arabië · 
Schotland · 
Servië en Montenegro ·
Slovenië · 
Spanje · 
Thailand · 
Tsjechië · 
Turkije · 
Verenigde Arabische Emiraten · 
Verenigde Staten · 
Wales · 
Wit-Rusland · 
Zuid-Korea · 
Zweden · 
Zwitserland
Engeland (2016) ·
Nieuw-Zeeland (2010) · 
Polen (2021) · 
Rusland (2016) · 
Spanje (2021) · 
Wales (2016) · 
Zweden (2021)